# 루팔리 강굴리
루팔리 강굴리(힌디어: रूपाली गांगुली, 벵골어: রূপালী গাঙ্গুলি, 1977년 4월 5일 ~ )는 인도의 배우이다.